# Koń wodny: Legenda głębin
Koń wodny: Legenda głębin (ang. The Water Horse: Legend of the Deep) – amerykańsko-brytyjsko-nowozelandzki film familijny z 2007 roku w reżyserii Jaya Russella  na podstawie powieści Dicka King-Smitha. Film został przeważnie pozytywnie przyjęty przez krytyków.

## Fabuła
Mały chłopiec Angus przy brzegu jeziora znajduje jajo nieznanego zwierzęcia i postanawia je ukryć. Po wykluciu się zwierzaka chłopiec jest przekonany, że jest to koń wodny. Wkrótce stworzenie staje się zbyt duże, by dalej je ukrywać. Angus postanawia wypuścić go do jeziora.

## Obsada
| Postać                  | Aktor            |
| ----------------------- | ---------------- |
| Angus MacMorrow         | Alex Etel        |
| Stary Angus MacMorrow   | Brian Cox        |
| Anne MacMorrow          | Emily Watson     |
| Kristie MacMorrow       | Priyanka Xi      |
| Charlie MacMorrow       | Craig Hall       |
| Lewis Mowbray           | Ben Chaplin      |
| Kapitan Thomas Hamilton | David Morrissey  |
| Gracie                  | Geraldine Brophy |